# بابلو جون غارسيا
بابلو جون غارسيا هو سياسي فلبيني، ولد في 19 مايو 1967. حزبياً، نشط في National Unity Party (Philippines) ‏. وقد انتخب عضو مجلس النواب في الفلبين.